# Meter-Bus
Meter-Bus o M-Bus è uno standard europeo (EN 13757-2 per il livello fisico e di collegamento, EN 13757-3 per il livello applicativo) per la lettura da remoto della misurazione dell'acqua, del gas e dell'elettricità. M-Bus è uno standard che si può usare anche per altri tipi di consumi.
L'interfaccia è fatta per comunicazione su doppino per convenienza sui costi. La variante radio di M-Bus (M-Bus senza fili, M-Bus wireless) è descritta nelle specifiche di EN 13757-4.

## Modello OSI
| Modello OSI     | Modello OSI       | Modello OSI      | Modello OSI |
|                 | Dato              | Livello          | Standard    |
| --------------- | ----------------- | ---------------- | ----------- |
| Livelli di Host | Data              | 7. Applicazione  | EN1434-3    |
| Livelli di Host | Data              | 6. Presentazione | Vuoto       |
| Livelli di Host | Data              | 5. Sessione      | Vuoto       |
| Livelli di Host | Segmento/Datagram | 4. Trasporto     | Vuoto       |
| Livelli Media   | Pacchetto         | 3. Rete          | Opzionale   |
| Livelli Media   | Frame             | 2. Data link     | IEC 60870   |
| Livelli Media   | Bit               | 1. fisico        | M-Bus       |